# Ummidia pesiou
Espèce
Ummidia pesiou est une espèce d'araignées mygalomorphes de la famille des Halonoproctidae.

## Distribution
Cette espèce est endémique du Sonora au Mexique,. Elle se rencontre vers Hermosillo et Guaymas.

## Description
La carapace de la femelle holotype mesure 10,45 mm de long sur 9,5 mm.

## Publication originale
- Godwin & Bond, 2021 : « Taxonomic revision of the New World members of the trapdoor spider genus Ummidia Thorell (Araneae, Mygalomorphae, Halonoproctidae). » ZooKeys, no 1027, p. 1-65 (texte intégral).